# Carrie Dericková
Carrie Matilda Derick (14. ledna 1862 Clarenceville, Québec – 10. listopadu 1941 Montréal) byla kanadská botanička a genetička, první univerzitní profesorka v Kanadě a zakladatelka katedry genetiky McGillovy univerzity v Montréalu.
Již v patnácti letech vyučovala na Clarenceville Academy, později si doplnila pedagogické vzdělání a pracovala jako učitelka v Clarenceville a Montrealu. Poté působila na Clarenceville Academy jako její ředitelka. V roce 1890 získala bakalářský a v roce 1896 magisterský titul z botaniky na McGillově univerzitě. Na univerzitě zůstala a pracovala na katedře botaniky jako lektorka a v letech 1909–1912 se stala dočasnou vedoucí katedry botaniky. V roce 1912 byla jmenována profesorkou srovnávací morfologie a genetiky. Až do své smrti v roce 1941 se aktivně podílela nejen na rozvoji svého oboru, ale angažovala se také v místní a Národní radě žen, podporovala práva žen na vyšší vzdělání a rovnost v akademickém prostředí, ale také různé sociální reformy. Zasazovala se například o povinnou školní docházku, péči o postižené děti a kontrolu porodnosti. Rozšířila profesní a pracovní uplatnění žen, zlepšila sociální a vzdělávací aspekty jejich života a pomohla jim získat politická práva.

## Mládí a studia
Carrie Derick se narodila 14. ledna 1862 v Clarenceville ve východní Kanadě (dnešní Quebec). Byla mimořádně bystrá a charismatická studentka, vystudovala Clarenceville Academy a v patnácti letech tam začala učit. Později získala pedagogické vzdělání na McGill Normal School, kterou ukončila v roce 1881 jako nositelka zlaté medaile prince z Walesu. Poté se stala učitelkou v Clarenceville a Montrealu a později ve svých devatenácti letech působila jako ředitelka Clarenceville Academy.
V roce 1889 vystudovala bakalářský obor na McGillově univerzitě a v roce 1890 promovala jako nejlepší studentka v oboru přírodních věd s vyznamenáním první třídy, nejlepším průměrem (94 %) v daném roce a obdržela Loganovu zlatou medaili. V její absolventské třídě byly další dvě významné Kanaďanky: Elizabeth Binmore a Maude Abbott. V roce 1890 začala vyučovat matematiku a přírodní vědy na Trafalgarském dívčím institutu a zároveň pracovala na částečný úvazek jako první ženská demonstrátorka botaniky na McGillově univerzitě. Z její strany šlo o kompromis, aby si vydělala na živobytí. Práce demonstrátorky neodpovídala její kvalifikaci a muži demonstrátoři s bakalářským titulem navíc vydělávali 500 až 750 dolarů ročně, zatímco Derick byla přijata s platem pouhých 250 dolarů.
V roce 1891 zahájila na McGillově univerzitě magisterské studium u profesora botaniky Davida Penhallowa a v roce 1896 získala magisterský titul, přičemž v té době měla stále ještě svá dvě zaměstnání.
Letní prázdniny využívala Derick k výzkumu v zahraničí, tři léta strávila na Harvardově univerzitě, sedm v mořské biologické laboratoři Wood's Hole v Massachusetts a jedno na londýnské Royal College of Science, což svědčí o nedostatku výzkumných příležitostí v Kanadě. V roce 1901 pak navštěvovala univerzitu v německém Bonnu, kde dokončila výzkum potřebný k získání doktorátu, ale oficiální doktorát nezískala, protože univerzita v Bonnu v té době ženám doktorský titul neudělovala.

## Profesní život
Po doktorském výzkumu se Derick vrátila na McGillovu univerzitu. Vzhledem k tomu, že předtím na této univerzitě sedm let učila, věnovala se výzkumu, administrativní práci a publikovala bez nároku na honorář, obrátila se dopisem přímo na ředitele Petersona a v roce 1905 byla jmenována docentkou s třetinovým platem oproti svým mužským kolegům.
Když v roce 1909 vedoucí katedry botaniky McGillovy univerzity Penhallow onemocněl, převzala Derick jeho funkci a roli dočasné vedoucí zastávala i po Penhallowově smrti až do roku 1912. V roce 1912 začala McGillova univerzita hledat nového vedoucího katedry a Derick nebyla do funkce potvrzena, přestože měla předchozí zkušenosti a silnou podporu. Vedoucím katedry botaniky s ročním stipendiem 3000 dolarů byl jmenován Američan Francis Lloyd. Derick přitom za stejnou práci dostávala 2000 dolarů. Ve snaze umlčet případnou opozici jí bylo přiděleno místo profesorky morfologické botaniky, tedy oboru mimo její výzkumné preference a odbornost, a to bez zvýšení platu a místa na fakultě. Derick se tak stala první univerzitní profesorkou v Kanadě. Vedení univerzity jí nicméně oznámilo, že se jedná  pouze o zdvořilostní titul a požádali ji, aby nevyučovala jako profesorka, ale aby pracovala jako demonstrátorka. Derick se domáhala svých práv a po stížnostech jí univerzita nakonec udělila řádnou profesuru. Později požádala o změnu svého titulu na profesorku srovnávací morfologie a genetiky, aby lépe odrážel její odborné znalosti a výzkumné zájmy.
Derick založila na McGillově univerzitě katedru genetiky a vytvořila kurz Evoluce a genetika, který se stal prvním svého druhu v Kanadě. Evoluce byla během jejího vysokoškolského studia mimořádně kontroverzním tématem a genetika byla stále vznikajícím oborem. Publikovala také řadu článků o botanice, včetně brožury o stromech v univerzitním kampusu z roku 1929, kde se podrobně věnovala genetice a také doporučovala strategie péče o krajinu v kampusu. Mnoho článků bylo určeno vědecké komunitě, čímž si získala respekt kolegů z celého světa a v roce 1910 byla uvedena ve sborníku American men of science. V dalších článcích popularizovala přírodu pro širokou veřejnost a  psala také životopisné črty a politické eseje.
Kvůli špatnému zdravotnímu stavu odešla v roce 1929 do důchodu. McGillova univerzita jí udělila čestný titul emeritní profesorka, čímž se stala první emeritní profesorkou v Kanadě.

## Společenská angažovanost
Ve svých studiích a názorech se Derick neomezovala jen na botaniku a genetiku. Byla vůdčí osobností raného feminismu: bojovala za právo žen na vzdělání, volební právo a právo na práci. V letech 1913–1919 byla předsedkyní Montrealské asociace pro volební právo žen a ve svých veřejných vystoupeních prosazovala, aby práce v domácnosti byla postavena na roveň povolání. Veřejně podporovala antikoncepci, která byla v Kanadě až do roku 1969 nezákonná. Spoluzakládala a byla celoživotní členkou Národní rady žen Kanady, jejíž spoluzakladatelkou byla také Maude Abbott, kardioložka a kurátorka lékařského muzea. Jako sociální aktivistka se zasazovala například o povinnou školní docházku, péči o postižené děti, průmyslové a technické vzdělávání a práva žen.
Byla členkou Americké asociace pro rozvoj vědy, viceprezidentkou Přírodovědné společnosti v Montrealu a členkou Botanické společnosti Ameriky, Americké genetické asociace, Montrealského filozofického klubu, Kanadské asociace veřejného zdraví, Výkonného výboru Národní rady pro vzdělávání a v letech 1920–1937 první ženou v Protestantském výboru pro veřejné vyučování v Québecu.

## Osobní život
Derick se nikdy nevdala ani neměla děti. Zemřela 10. listopadu 1941 v kanadském Montréalu.